# تشل أنجيرة (للر وكتك)
تشل أنجيرة (بالفارسية: چال انجیره) هي منطقة سكنية تقع في إيران في قسم للر وكتك الريفي. يقدر عدد سكانها بـ 96 نسمة بحسب إحصاء 2016.